# Златече-при-Шентюрю
Златече-при-Шентюрю (словен. Zlateče pri Šentjurju) — поселення в общині Шентюр, Савинський регіон, Словенія. 
Висота над рівнем моря: 324,4 м.